# Большая Юкса
Большая Юкса — река в Томской области России, левый приток Чулыма (бассейн Оби). Устье реки находится в 180 км от устья по левому берегу Чулыма. Длина реки составляет 177 км, водосборная площадь — 2670 км². Высота истока — 184 м. Высота устья — 79 м.
Название происходит из тюркских слов йук — «близкий» и са (из су) — «река».

## Притоки
- 19 км: Большая Кайла (лв)
- 24 км: Малая Кайла (лв)
- 55 км: Назаровка (лв)
- Шустова (пр)
- Тёплая (лв)
- 134 км: Осиновая (лв)
- 144 км: Обедня (пр)
- Полуденная (лв)
- 147 км: Малая Юкса (лв)
- Корюкинка (лв)
- Чёрный (пр)
- Мищуковский (пр)
- Маркин (пр)
- Боярев Лог (лв)

## Данные водного реестра
По данным государственного водного реестра России относится к Верхнеобскому бассейновому округу, водохозяйственный участок реки — Чулым от водомерного поста в селе Зырянское и до устья, речной подбассейн реки — Чулым. Речной бассейн реки — (Верхняя) Обь до впадения Иртыша.